# تيبور كوزما
تيبور كوزما (بالمجرية: Kozma Tibor)‏ هو ملحن مجري، ولد في 1909 في بودابست في المجر، وتوفي في 24 مارس 1976 في بلومنغتون في الولايات المتحدة.

## وصلات خارجية
- تيبور كوزما على موقع قاعدة بيانات برودواي على الإنترنت (الإنجليزية)
- تيبور كوزما على موقع ديسكوغز (الإنجليزية)